# Armadillidium voidiensis
Armadillidium voidiensis is een pissebed uit de familie Armadillidiidae. De wetenschappelijke naam van de soort is voor het eerst geldig gepubliceerd in 1937 door Strouhal.